# پیر کورنی
پیر کورنِی (به فرانسوی: Pierre Corneille) (۶ ژوئن ۱۶۰۶ در روآن - ۱ اکتبر ۱۶۸۴ در پاریس) تراژدی‌نویس مشهور فرانسوی است که همراه با ژان راسین و مولیر از درام‌نویسان بزرگ قرن هفدهمِ فرانسه به‌شمار می‌آید. از او به عنوان بنیان‌گذار تراژدی فرانسوی یاد شده‌است.

## زندگی
پیر کورنی بزرگ‌ترین فرزندِ یک خانوادهٔ توانگر از فرمانداران روآن بود و از کودکی با اعتقادات فرقه مذهبی انجمن عیسی (فرانسوی: ژزوییت) تربیت شد. او در سال ۱۶۲۸ به تحصیل حقوق پرداخت ولی چندی بعد در وکالت با ناموفقی مواجه شد. یک سال بعد، طی یک شکست عشقی، به نوشتن اولین کمدی خود، مِلیت رو آورد که با موفقیت در پاریس مواجه شد. او در همین سال در پاریس ساکن شد و به نوشتن نمایش‌نامه پرداخت و در مدت کوتاهی به یکی از برترین درام‌نویسان فرانسه تبدیل شد. کمدی‌های او از شیوهٔ قدیمی یعنی فارس (ادبیات) فاصله گرفتند و با مد جدید زندگی در جامعهٔ پاریس آغشته شدند. کرنِی کمدی‌های خود را «نگاره‌ای از محاوره‌های اشراف‌زادگان» می‌دانست.
اولین تراژدی حقیقی کرنِی، مِده، در سال ۱۶۳۵ نوشته شد و او در همین سال توسط ریشلیو انتخاب گشت تا دیدگاه جدیدی از نمایش‌نامه را به وجود آورد که بر فضیلت‌ها تأکید می‌کند و درباریان و اشراف‌زادگان را به نمایش می‌گذارد. او پس از مدتی، طی درگیری با ریشلیو در مورد نوشته‌هایش که از حدود تعیین شده توسط کاردینال خارج شده بودند، با او قطع رابطه کرده و به روآن بازمی‌گردد. او در سال ۱۶۳۶ مشهورترین تراژدی خود، سید را می‌نویسد که با استقبال بسیار مواجه شد ولی به علت عدم رعایت برخی از قوانین تراژدی کلاسیک مورد انتقاد شدید برخی همچون ریشلیو قرار گرفت.
نمایش‌نامه‌های کرنِی از سال ۱۶۵۰ به بعد با موفقیت کمتری روبه‌رو شدند زیرا نمایش‌نامه‌نویسان جدیدی از جمله ژان راسین و مولیر به سرعت دارای محبوبیت می‌شدند. پس از مدت کوتاهی ژان راسین برترین نمایش‌نامه‌نویس تئاتر فرانسوی شد و آثار او که برخلاف آثار کورنِی به موضوعاتی انسانی‌تر و کمتر قهرمانانه می‌پرداختند، با استقبال بیشتری روبه‌رو شدند. او سرانجام در سال ۱۶۷۴ با آخرین تراژدی‌اش، سورنا نوشتن را رها کرد و سرانجام در سال ۱۶۸۴ در منزلش در پاریس زندگی را ترک گفت.

## آثار
آثار کورنِی از نظر نوشتار غنی و از نظر موضوع متنوع هستند و ارزش‌ها و سؤال‌های اساسی دوره او را به نقش می‌کشند. قهرمانی، شرافت نفس، درستکاری و ارادهٔ شخصیت‌های اصلی، وضعیت دشوار آن‌ها برای انتخابی سرنوشت‌ساز میان دو عامل متفاوت و حیاتی (مثل مقابلهٔ عشق و شرافت یا عشق و آزادی) و وسعت و عمق ادبی نمایش‌نامه‌های او از خصوصیات آثار او هستند که صفت کورنِلی را به نوشته‌های کورنِی و مقلدین سبک او داده‌است.
سبک کورنی اساساً کلاسیک است، ولی او برخلاف راسین چندان به رعایت قوانین تراژدی کلاسیک که (که عموماً توسط ارسطو معین شده بودند) پایبند نبود و تا حدودی به سبک باروک گرایش داشت. او با وجود انتقادات شدید هم‌دوره‌های خود، به خلق اثری باشکوه ولو غیرحقیقی معتقد بود. از مهم‌ترین آثار او می‌توان موارد زیر را نام برد:
- مِلیت (۱۶۲۹)
- کلیتاندر[۵] (۱۶۳۰)
- میدان سلطنتی[۶] (۱۳۳۴)
- مِده (۱۶۳۵)
- خیال کُمیک[۷] (۱۳۶۶)
- سید (۱۳۶۶)
- هوراس (۱۳۴۰)
- سینا[۸] (۱۳۴۱)
- پولیوکت[۹] (۱۳۴۲)
- مرگ پومپه[۱۰](۱۳۴۴)
- دروغگو (۱۶۴۶)
- ادیپ (۱۶۵۹)
- آتیلا (۱۶۶۷)
- ردگون، شاهزاده پارتی

## نگارخانه

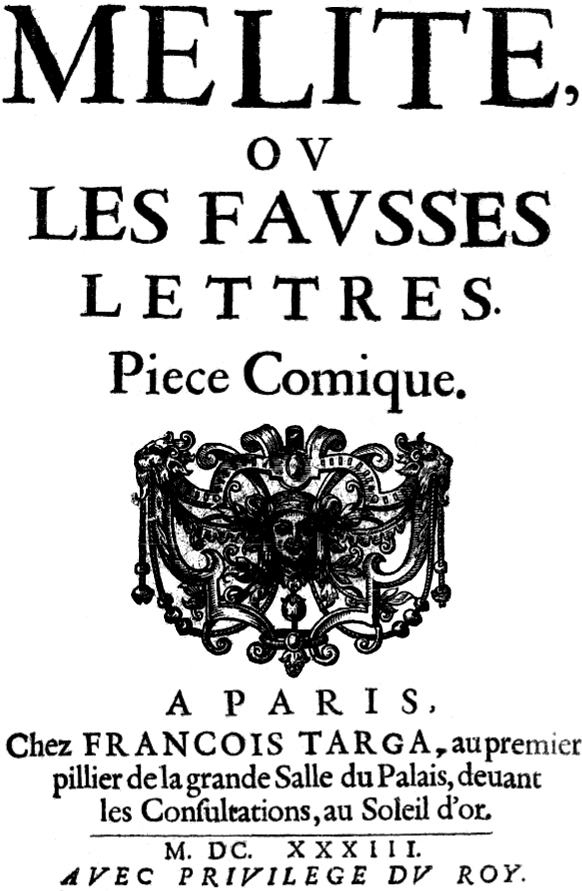
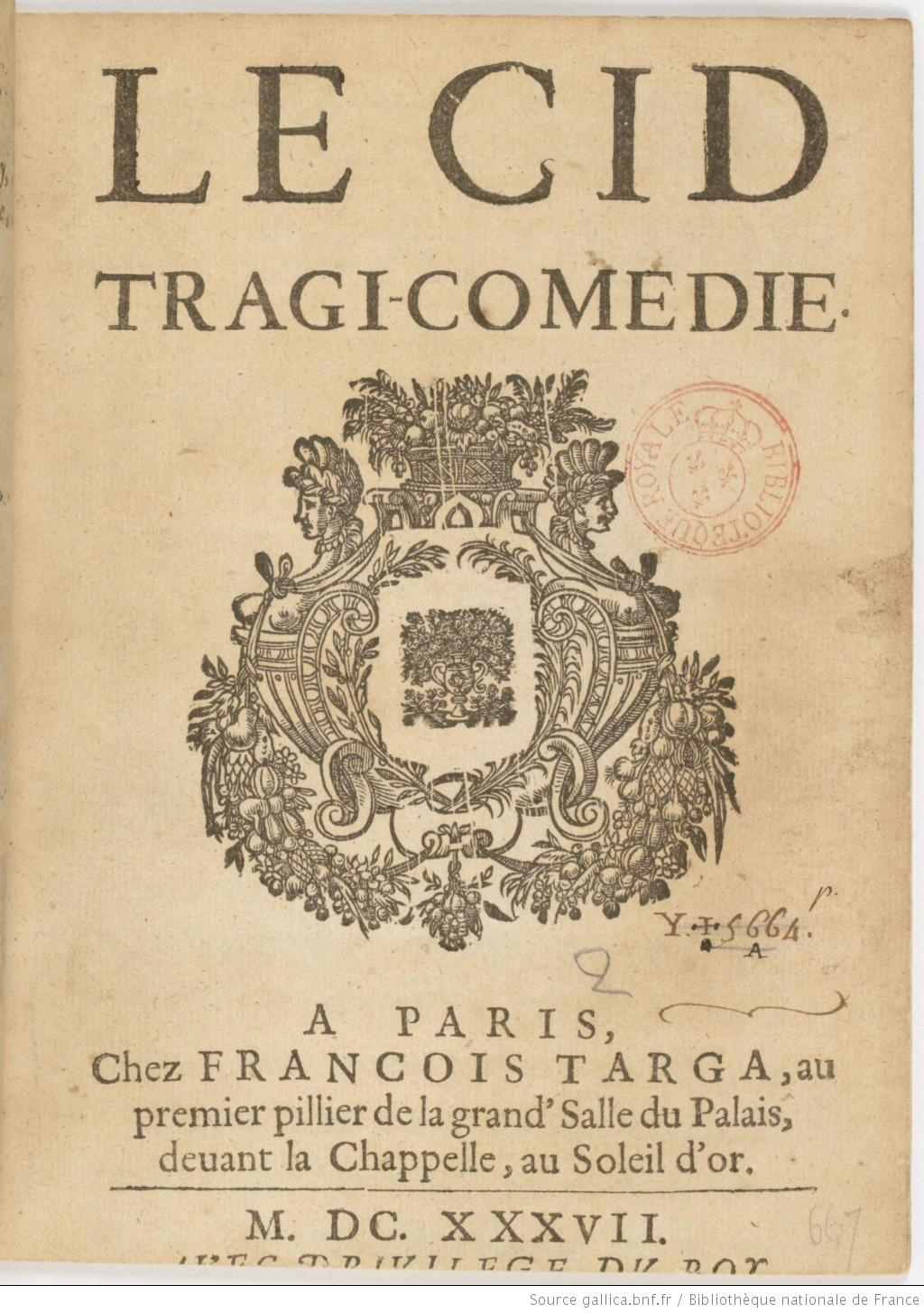
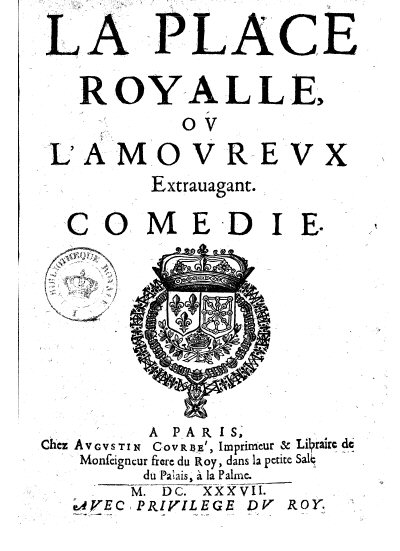
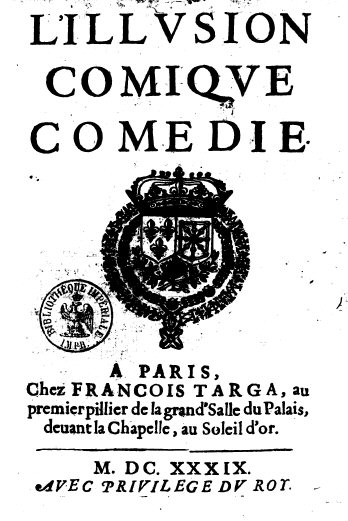
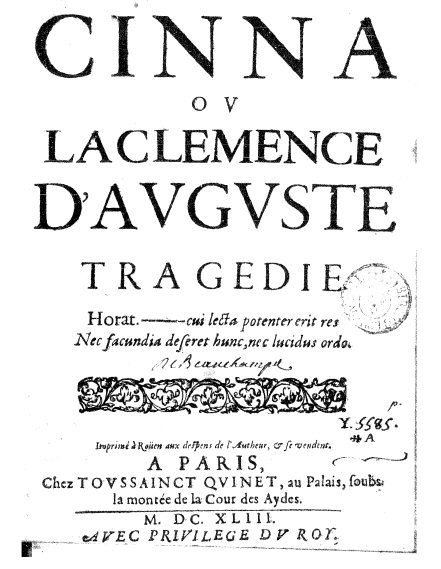
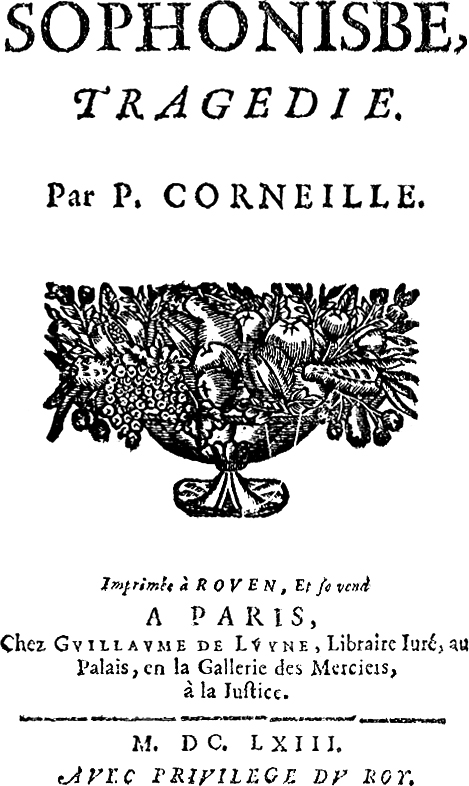